# Бялобжегски окръг
Бялобжегски окръг (на полски: Powiat białobrzeski) е окръг в Централна Полша, Мазовско войводство. Заема площ от 639,10 км2. Административен център е град Бялобжеги.

## География
Окръгът се намира в историческия регион Малополша (Радомска земя). Разположен е в южната част на войводството.

## Население
Населението на окръга възлиза на 33 760 души (2013 г.). Гъстотата е 53 души/км2.

## Административно деление
Административно окръгът е разделен на 6 общини.
Градско-селски общини:
- Община Бялобжеги
- Община Вишмежице

Селски общини:
- Община Промна
- Община Радзанов
- Община Стара Блотница
- Община Стромец

## Галерия
- Бялобжеги
- Вишмежице
- Промна